# Batavia (Ohio)
Pour les articles homonymes, voir Batavia.
Batavia est un village de l'État de l'Ohio, aux États-Unis.
Elle est le siège du comté de Clermont.

## Géographie
Selon les données du Bureau du recensement des États-Unis, Batavia a une superficie de 3,9 km2 (soit 1,5 mi2) dont 3,8 km2 (soit 1,5 mi2) en surfaces terrestres et 0,1 km2 (soit 0,04 mi2) en surfaces aquatiques[réf. nécessaire].

## Démographie
Batavia était peuplée, lors du recensement de 2010, de 1 509 habitants. Le bureau du recensement des États-Unis estime que la population au 1er juillet 2013 est de 1 639 habitants.